# Kärevere
Kärevere – wieś w Estonii, w prowincji Tartu, w gminie Laeva.